# Amsacta celebesica
Amsacta celebesica là một loài bướm đêm thuộc phân họ Arctiinae, họ Erebidae.